# Роквил (Јута)
Роквил (енгл. Rockville) град је у америчкој савезној држави Јута.

## Демографија
По попису из 2010. године број становника је 245, што је 2 (-0,8%) становника мање него 2000. године.
| Група             | 2000.       | 2010.       |
| Белци             | 227 (91,9%) | 233 (95,1%) |
| Афроамериканци    | 0 (0,0%)    | 0 (0,0%)    |
| Азијати           | 1 (0,4%)    | 3 (1,2%)    |
| Хиспаноамериканци | 17 (6,9%)   | 6 (2,4%)    |
| Укупно            | 247         | 245         |